# Bayersried (Ursberg)
Bayersried ist ein Gemeindeteil von Ursberg im schwäbischen Landkreis Günzburg in Bayern.

## Lage
Das Kirchdorf liegt etwa einen Kilometer südlich von Ursberg an der Kleinen Mindel und an der Kreisstraße GZ 12. Seit etwa den 1950er Jahren ist Bayersried mit dem Nachbarort Ursberg baulich verbunden.

## Geschichte
Der ursprünglich als Haufendorf angelegte Ort war bereits 1139 dem Kloster Ursberg inkorporiert. Der Ortsname Bayersried ist auf die Rodungssiedlung eines Baiern zurückzuführen. Auf den Ausläufern des südlich gelegenen Ochsenberges stand einst die Burg Festlehlein.
Am 1. November 1905 wurden die bis dahin selbstständigen Gemeinden Bayersried und Ursberg zu einer neuen Gemeinde Bayersried-Ursberg zusammengeschlossen. Diese wurde in den 1970ern im Rahmen der Gemeindegebietsreform um drei weitere Gemeinden vergrößert und schließlich am 3. Oktober 1978 in Ursberg umbenannt.

## Sehenswürdigkeiten
- Katholische Kirche St. Georg
- Herrgottsruh-Kapelle

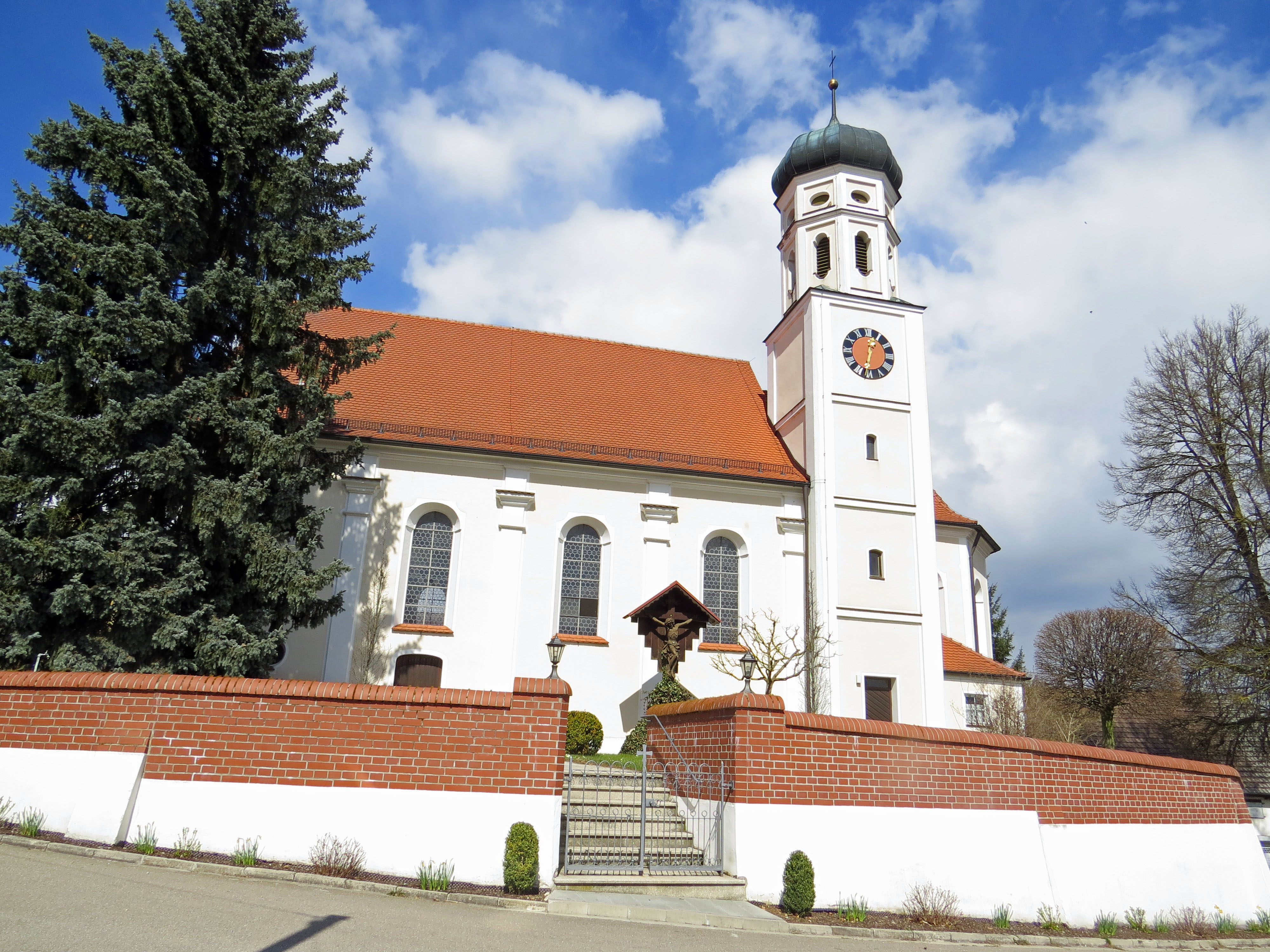
Kirche St. Georg

Siehe auch: Liste der Baudenkmäler in Bayersried

## Persönlichkeiten
- Athanasius Merkle (1888–1980), Abt in Itaporanga, Brasilien, ist in Bayersried geboren